# DDT
Dichlordifenyltrichlorethan (DDT) je jedním z nejstarších a nejznámějších insekticidů, avšak kvůli negativním dopadům na životní prostředí byl od konce 60. let 20. století postupně zakazován v mnoha zemích. Chemicky se jedná o chlorovanou aromatickou sloučeninu (organochlorid). V čisté podobě má formu bezbarvého nebo bílého krystalického prášku s velmi slabou aromatickou vůní. Je téměř nerozpustný ve vodě, ale dobře se rozpouští v některých organických rozpouštědlech, například v tucích.

## Příprava
DDT se vyrábí kondenzací 2,2,2-trichlorethan-1,1-diolu (chloralhydrátu) s chlorbenzenem.

## Historie

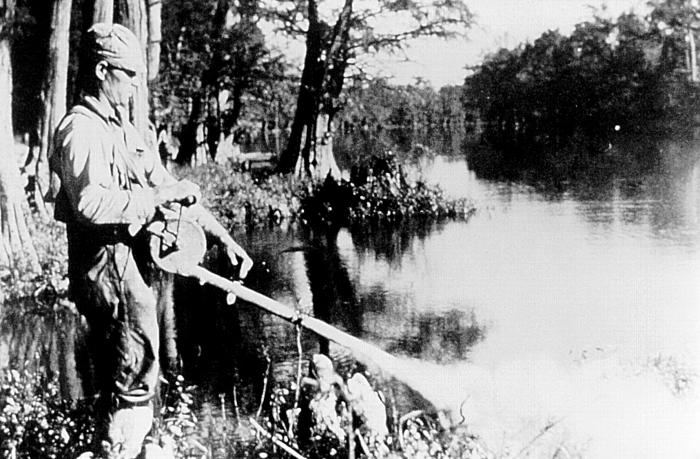
Rozprašování DDT v roce 1958 na břehu mokřadů v USA

DDT byl poprvé syntetizován již v roce 1874 rakouským chemikem Othmarem Zeidlerem. Jeho insekticidní účinky však objevil až švýcarský chemik Paul Hermann Müller v roce 1939, kterému byla v roce 1948 udělena Nobelova cena za fyziologii a medicínu. Od druhé světové války byl DDT používán v masovém měřítku. Sloužil jako přípravek k hubení škodlivého hmyzu v zemědělství, ale především k likvidaci komárovitého hmyzu v tropických zemích.
DDT přivezla do Evropy americká armáda. Vězňové osvobozených koncentračních táborů ve svých vzpomínkách uvádějí, jakým dobrodiním byl tento pudr, který účinně a okamžitě hubil veškerý hmyz.
Ještě v 60. letech a 70. letech 20. století se používalo DDT i v Československu, např. také proti vším, a dalo se běžně zakoupit v drogerii. Vyráběla ho Spolana Neratovice. Bylo levné, velmi účinné a chemicky stálé, nerozkládalo se. Když bylo nasypáno na dno skříně a přikryto papírem, na kterém bylo prádlo, dotykově hubilo hmyz ještě půl roku.[zdroj?]

### Protest Rachel Carsonové a první zákazy
V roce 1962 vydala bioložka a spisovatelka Rachel Carsonová v USA knihu Silent Spring („Mlčící jaro“). V ní uvedla, že přítomnost DDT v živočišných tkáních a potravních řetězcích byla zjištěna i v lokalitách daleko vzdálených od míst jeho nasazení a že se hromadí v tkáních živočichů (bioakumulace). Patrně nejprokazatelnější negativní vliv DDT na životní prostředí byl zaznamenán u dravých ptáků,[zdroj?] kteří tvoří vrchol potravní pyramidy. Hlodavci, kterými se tito dravci převážně živí, hromadí ve svých orgánech DDT z chemicky ošetřených rostlin. V orgánech predátora se pak koncentrace DDT opět několikanásobně zvýší. Výsledkem je nízká plodnost, zeslabení skořápky (což vede k puknutí vejce ještě před vylíhnutím), degenerovaná mláďata a postupné vymírání druhu.
Výsledkem masového ohlasu knihy byl vznik občanského ekologického hnutí, přijetí první politiky USA v oblasti regulace pesticidů, vznik speciální federální Agentury pro ochranu životního prostředí.
Poprvé bylo používání DDT pro zemědělské účely zakázáno v roce 1968 v Maďarsku, a k roku 1970 ve Švédsku a Norsku. V USA v roce 1972, v Československu v roce 1974, v Británii až v roce 1984. Úplný zákaz následoval v řadě zemí později.
Později se v některých zemích USA pozoroval nárůst počtu komárů, což bylo způsobeno i rozkladem DDT v prostředí, kdy poločas rozkladu DDT je zhruba 2 až 20 let (podle typu prostředí).

## Toxicita a současné využití

### Toxicita
DDT je toxický. U laboratorních myší byla zjištěna smrtná dávka LD50 při podání v potravě 135 mg/kg, u krys 87 mg/kg, u člověka pak 1500 mg/kg, i když byly publikovány i mnohem nižší hodnoty.[zdroj?] Do organismu může proniknout i pokožkou; LD50 u krys je v tomto případě 1900 mg/kg.[zdroj?] Pro vodní živočichy je DDT přes svou mizivou rozpustnost ve vodě silně jedovaté. Smrtná koncentrace LC50 kolísá podle druhu ryb v rozmezí od 8 do 100 μg/l při působení po dobu 96 hodin.[zdroj?]
Pro usmrcení hmyzu stačí nepatrné dávky. U mouchy domácí (Musca domestica) je uváděna hodnota LD50 při 24hodinové expozici přibližně 0,033 µg na jednoho jedince.[zdroj?]

### Vliv DDT na hormonální systém

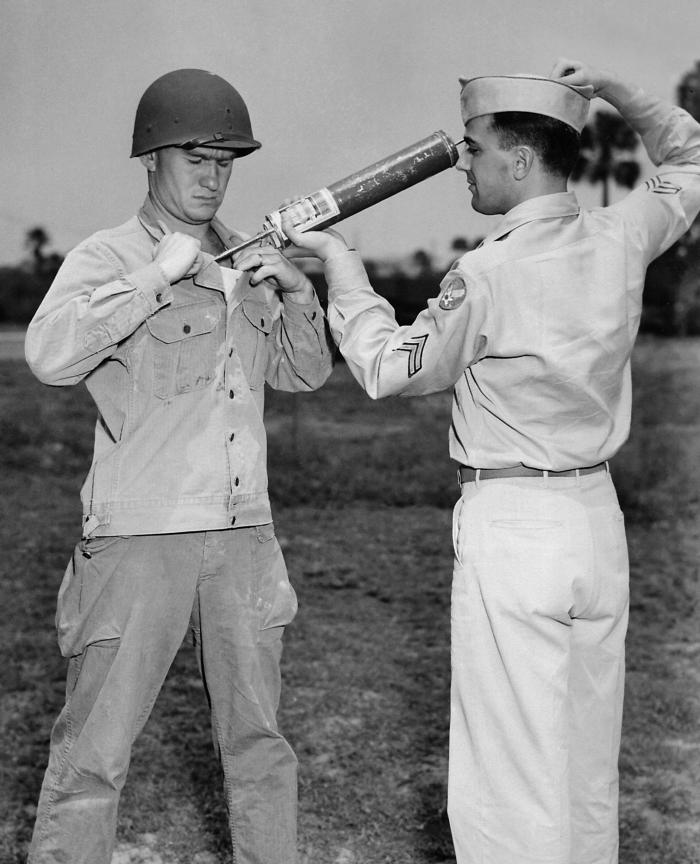
Použití DDT v americké armádě během 2. světové války k ochraně proti malárii nebo tyfu

V roce 2000 byla zveřejněna studie prokazující, že rozpadový produkt DDT působí jako endokrinní disruptor narušující funkci androgenů. U laboratorních potkanů prokázal inhibici vazby hormonů na tzv. androgenní receptor. V roce 2005 časopis Environmental Health Perspectives informoval o zvýšení výskytu tzv. intersexuálních žab v důsledku používání DDT. V roce 2006 přinesl Journal of Andrology studii o snížení pohyblivosti spermií a zvýšení výskytu defektních spermií u mužů v závislosti na hladině metabolitů DDT v krvi.
Podle amerického výzkumu vystavení DDT během puberty zvyšuje riziko vzniku rakoviny prsu zhruba pětinásobně, což je připisováno jeho schopnosti narušovat hormonální systém.

### Regulace
Výroba a používání DDT je dnes zakázána ve většině zemí světa, ale v řadě afrických a asijských zemí se DDT stále používá. Důvodem je snížení výskytu malárie, ke kterému prokazatelně dochází díky účinkům DDT na komáry rodu Anofeles, kteří malárii přenášejí. Probíhá však spor mezi zastánci a odpůrci DDT o to, zda je nasazení DDT nejvhodnější formou boje s malárií. Existují totiž alternativní metody ochrany před malárií a řada zemí malárii potlačila, ačkoli DDT nepoužívá.
Výrobu a užívání DDT celosvětově reguluje Stockholmská úmluva o perzistentních organických látkách, která byla podepsána 23. května 2001 ve švédském Stockholmu pod patronátem Programu OSN pro životní prostředí a je právně závaznou mezinárodní dohodou, jejímž cílem je eliminace vybraných persistentních organických látek.
V roce 2006 WHO zvrátila dlouhodobou politiku proti DDT doporučením, aby byl používán jako lokální pesticid v oblastech, kde je malárie velkým problémem. 

### Limity
Hygienickými normami jsou kladena velmi přísná kritéria na obsah DDT v potravinách. Například v EU je stanoven přípustný limit DDT v pitné vodě 0,1 μg/l, zatímco Světová zdravotnická organizace (WHO) požaduje 1 μg/l. USA jsou tolerantnější, limit je tam stanoven na 50 μg/l.[zdroj?]

### Zamoření v Česku
Zamořen DDT je bývalý sklad pesticidů v Lubech u Klatov, které proniká i do povrchové vody na východní straně skladu. Obyvatelům této lokality se nedoporučuje, aby pili vodu z místních studní, a to na základě studie rizik, kterou zaplatil Plzeňský kraj. Náklady na odstranění zamoření se k roku 2008 odhadovaly na 30 milionů korun.